# 木俣堯喬
木俣 堯喬（きまた あきたか、1915年3月26日 - 2004年11月7日）は、日本の映画監督、脚本家、映画プロデューサー、映画美術家、劇作家、演出家、俳優、彫刻家。本名は木俣 三郎（きまた さぶろう）、舞台俳優・映画美術家としては衣 恭介（ころも きょうすけ）、時代劇俳優としては木南 兵介（きなみ へいすけ）、現代劇俳優として鬼塚 大吉（おにつか だいきち）等、多くの別名をもつ。プロダクション鷹・日東テレビ映画の創業者・元代表取締役、ムービーブラザースの共同代表を歴任した。高見順の短篇小説『大部屋の友』の主人公モデル、あるいは世田谷区・豪徳寺の「無名戦士慰霊記念碑」のレリーフ彫刻を手がけた彫塑作家としても知られる。

## 人物・来歴

### 彫刻と軽演劇の時代
1915年（大正4年）3月26日、東京府東京市神田区塗師町5番地（現在の東京都千代田区神田鍛冶町1丁目7番あたり）に生まれる。父・金治、母・けいは金物商を神田駅東側の同地に営み、木俣は兄2人、姉3人を持つ末っ子の三男であった。次兄は母方の姓を継ぐ小田切治郎、長姉は画家・河村すの子（1899年 - 没年不詳）であり、その夫は構造社（主宰・斎藤素巌、1926年 - 1944年）に参加する彫刻家・河村目呂二（1886年 - 1959年）である。母方の伯父には陸軍中将・小田切政純（1866年 - 1940年）がいる。
両親は早々に亡くなり、木俣は旧制小学校の高学年から、姉の河村夫妻に育てられた。旧制中学校に進学したが、17歳になる1932年（昭和7年）には家出をしており、工場に働きながら彫刻を志し、日本美術学校（現在の日本美術専門学校）彫塑科に通う。1935年（昭和10年）に同校を卒業するまでの間、朝鮮京城府（現在の大韓民国ソウル特別市）の次兄の家に居候した時期もあった。同年、構造社の展覧会に彫刻作品を出品、入選する。1936年（昭和11年）には国画会、造型彫刻家協会に出品、入選した。同年、池田義信の私的書生になり、池田の妻・栗島すみ子が座長を務めた劇団の文芸部員になる。このころ作家の高見順、笠井峯（のちの山茶花究）らと親交を結ぶ。舞台に上がったときの芸名を「衣恭介」と名のった。
1938年（昭和13年）4月10日に発行された『週刊朝日』に掲載された高見順の短篇小説『大部屋の友』に登場する浅草のレビュー役者は、この時代の木俣をモデルとしている。同作は同年に春陽堂書店が刊行した『新小説選集 第10巻』にも直ちに収録され、戦後1964年に講談社が刊行した『高見順文学全集 第1巻』にも収録された作品である。1939年（昭和14年）の京城府滞在中に知り合った高橋那津子と結婚、同年12月27日、保田龍門に師事して彫刻に打ち込んでいた大阪府大阪市で長女・魔衣が生まれ、翌1940年（昭和15年）1月1日に結婚届と長女の出生届を同時に提出する。しかし間もなく風邪で長女は夭折、最初の妻・那津子も同年10月14日に死去した（満18歳没）。これを機に、同年、木俣は「堯喬」と改名する。
1945年（昭和20年）8月15日の第二次世界大戦終結後の秋、葉山瑛子と結婚する。1946年（昭和21年）9月25日には、長男・堯美（現在の和泉聖治）が誕生している。次男・朝勝、三男・博揚を儲けたが、世田谷区豪徳寺の豪徳寺の「無名戦士慰霊記念碑」のレリーフ彫刻を手がけた1954年（昭和29年）には、離婚している。山崎真一郎に招かれ、東映京都撮影所の契約俳優になり、端役を務めながら彫刻に打ち込むことにし、京都市右京区嵯峨甲塚町1番地に転居する。1955年（昭和30年）5月15日、伊東和子と結婚する。

### プロダクション鷹の設立と監督デビュー
1963年（昭和38年）から、関西でテレビの生番組の演出をしていたが、吉本興業が京福電気鉄道とともに開始したテレビ映画『戦国群盗伝』の製作に関わるが、企画が頓挫する。これを自力で継承し、1965年（昭和40年）4月17日、日東テレビ映画を設立、松竹京都撮影所出身の倉橋良介を起用して『荒野の鷹』として製作するが、これも頓挫する。東映から地方の下番線用の添え物として、「お色気作品」をと声をかけられ、同年6月1日、プロダクション鷹を設立、これを母体に劇場用映画『日本毒婦伝 赤いしごき』を製作した。同作の監督としてクレジットされた「風魔三郎」は倉橋良介、木俣は「鬼塚大吉」名義で製作・企画・脚本にクレジットされた。『日本映画監督全集』には日東テレビ映画もプロダクション鷹も1964年設立と記されており、『浅草で春だった』には1965年8月と書かれているが、1965年8月24日は同作の公開日であり、同2社の設立年月日として『映画年鑑 1967』以降に書かれたのはそれぞれ上記の日付である。同2社は、木俣が居を構えた右京区嵯峨甲塚町1番地に所在した。重役陣には社長の木俣のほか、総務部長として妻・和子、企画部長として倉橋良介、監査役に兄の小田切治郎が名を連ねた。
木俣は「楽しい映画」をモットーに、企画・脚本重視の映画製作を行った。1966年（昭和41年）3月29日に公開された扇町京子主演作『肉体の河』を初監督、満51歳で映画監督としてデビューする。『日本映画発達史』の田中純一郎は、同書のなかで黎明期のおもな脚本家・監督として、若松孝二、高木丈夫（本木荘二郎の変名）、南部泰三、小林悟、新藤孝衛、糸文弘、小川欽也、小森白、山本晋也、湯浅浪男、宮口圭、藤田潤一、小倉泰美、浅野辰雄、渡辺護、片岡均（水野洽の変名）、福田晴一、深田金之助の名を挙げているが、木俣については言及されていない。西原儀一は、既存の映画監督のなかでこの時期に成人映画を手がけた監督として、小川欽也、福田晴一、田中徳三、萩原遼、深田金之助とともに、プロダクション鷹に参加した倉橋良介の名を挙げたが、木俣については触れていない（仮に1965年以前デビューで線を引いたとすれば整合する）。大蔵映画の女優である扇町を起用した『肉体の河』以降、大蔵との配給提携が始まったが、1968年（昭和43年）には、大蔵映画の社長・大蔵貢から大蔵系配給中止宣告を受け、自主配給に踏み切る。1969年（昭和44年）前後に本拠地を京都から東京の渋谷区千駄ヶ谷に移した。移転とともに、倉橋良介に代り、長男・堯美（和泉聖治）がプロダクション鷹の常務取締役に就任した。以降、芦川絵里、水城リカ、谷身知子、珠瑠美らを専属女優として抱え、同じく独立系の若松孝二の若松プロダクションと提携し、芦川・水城ら女優を貸出したほか、若松の監督する『処女ゲバゲバ』、『やわ肌無宿 男殺し女殺し』、あるいは『裸の銃弾』といった作品に、木俣自ら俳優として出演している。同年1月に公開した監督作『人肉の市』は、1971年（昭和46年）8月18日に Les Esclaves du plaisir の題でフランスで公開されている。
1974年（昭和49年）、タシケント映画祭等のため、ソビエト連邦（現在のロシア連邦）、東欧圏を旅する。ウズベキスタン共和国のタシケントで行われた同映画祭では『小林多喜二』（監督今井正、同年2月20日公開）が上映中止される事件、『四畳半襖の裏張り』（監督神代辰巳）の上映用プリントが行方不明になる事件が起き、木俣はこの経緯を同年の『シナリオ』8月号（発行シナリオ作家協会）に発表した。当時の『キネマ旬報』第645号の指摘によれば、木俣のほかの参加者は清水晶、山田和夫、瓜生忠夫であるが、『シナリオ』誌上での木俣・清水の論争のほか、当事者の瓜生は沈黙したという。
1971年11月、老舗であり大手五社の一社であった日活が成人映画路線に全面的に舵を切り、「日活ロマンポルノ」（1971年 - 1988年）を開始するが、木俣とその一派は、当初、基本的にこれに参加しなかった。1972年（昭和47年）5月10日に公開されたプリマ企画製作による『私のよわいとこ?』（監督秋山駿）に、専属女優の谷身知子が主演したのが最初で、木俣自身が初めて参加したのは、1975年（昭和52年）5月17日に公開された『新・団地妻 ブルーフィルムの女』（監督林功）に主演女優として珠瑠美を貸出し、木俣が脚本を提供している。以降、ロマンポルノの日活とジョイパック系のミリオンフィルムに作品を提供し続けた。その後、1977年（昭和52年）5月21日、妻の和子が満41歳没で急逝する。翌1978年（昭和58年）、木俣はクモ膜下出血に倒れ、療養中に「ストレス性胃潰瘍」を併発し胃全摘の手術を行う。1981年（昭和56年）、専属女優の珠瑠美と結婚する。1983年（昭和58年）には、若松孝二によるプロデュースを受け、谷崎潤一郎の『鍵』を映画化、同年12月24日に東映セントラルフィルムの配給で公開された。1984年（昭和59年）には中国を訪問した。1985年（昭和60年）3月26日には、晩声社から木俣が自らの半生を記した『浅草で春だった』を上梓、翌1986年（昭和61年）2月にはその続篇『続 浅草で春だった』を上梓した。
1986年10月に公開された『中川みず穂 ハードポルノ絶頂』が最後の監督作であった。同作以降も企画・製作・脚本・出演、およびかつて軽演劇時代の芸名であった「衣恭介」の名での美術デザインを手がけ、記録に残る最後の作品は、1997年（平成9年）11月5日に公開された『ねっとり妻おねだり妻III 不倫妻またがる』（監督珠瑠美、配給新東宝映画）における「衣恭介」の名での美術である。1987年（昭和62年）、岩間鶴夫、佐藤一郎、およびすでに故人である小津安二郎、中田竜雄とともに第11回シナリオ功労賞を受賞する。1995年（平成7年）には、長男の和泉聖治と共同代表となってムービーブラザースを港区六本木に設立、プロダクション鷹の代表取締役社長の座は珠に譲った。
2004年（平成16年）11月7日、東京都目黒区の病院で肺炎のため死去した。満89歳没。同9日、同区下目黒の羅漢会館で行われた葬儀・告別式の喪主は、長男の和泉聖治が務めた。

### 再評価
2010年（平成22年）8月27日 - 同29日に神戸映画資料館で行なわれた「竹中労の仕事 パート1」の特集上映で、水城リカが主演した木俣の監督作『欲情の河』（1967年）、同じく『狂った牝猫』（1968年）がいずれも16mmフィルム版の上映用プリントで上映された。2011年（平成23年）5月14日 - 同年7月15日にラピュタ阿佐ヶ谷で行なわれた「60年代まぼろしの官能女優たち PART II」特集上映で、『広域重要指定一〇八号拳銃魔 嬲りもの』（1969年）が16mmフィルム短縮版の上映用プリントで上映された。2012年（平成24年）9月28日 - 同29日には、神戸映画資料館で行なわれた「プロ鷹クロニクル PART-1」の特集上映で『好色魔』（1968年）、『灼熱の暴行』（1968年）、『或る色魔』（1968年）が、同年9月30日 - 10月1日に行われた「プロ鷹クロニクル PART-2」の特集上映で『娼婦』（1968年）、『広域重要指定一〇八号拳銃魔 嬲りもの』、『裸体の街』（1969年）が、いずれも16mmフィルム短縮版の上映用プリントで上映された。
若松孝二の若松プロダクションの作品に、プロダクション鷹に所属する芦川絵里とともに木俣が俳優として出演した『処女ゲバゲバ』（1969年）は、2005年7月17日 - 同29日にポレポレ東中野で行われた「若松孝二レトロスペクティブ 2005」の特集上映で上映されている。同作は、2008年（平成20年）3月15日 - 同年4月4日にシネマヴェーラ渋谷で行なわれた「若松孝二大レトロスペクティブ」の特集上映で、同じく出演作である『裸の銃弾』とともに再び上映されている。この2作は、2005年12月22日に紀伊國屋書店が発売した『若松孝二 初期傑作選 DVD-BOX 2』、およびフランスでも2010年（平成22年）11月16日に発売された Coffret: Koji Wakamatsu vol.3 にそれぞれ、La Vierge violente, Naked Bullet の題で収録された。

## 家族
- 高橋那津子（1939年 - 1940年死別） : 夭折した長女・魔衣の母（元妻）
- 葉山瑛子（1945年 - 1953年生別） : ダンサー、歌手（元妻）
- 木俣和子（1955年 - 1977年死別） : プロダクション鷹専務取締役、日東テレビ映画常務取締役（前妻）
- 珠瑠美（1981年 - 2004年死別） : 女優、映画監督、プロダクション鷹代表取締役（妻）
- 和泉聖治 : 映画監督（葉山瑛子との長男、本名・堯美）、弟に朝勝（次男）、博揚（三男）
- 小谷春勇 : 美術スタッフ（妻・珠瑠美の父）
- 渡辺公夫 : 撮影技師（妻・珠瑠美の叔父）
- 谷身知子 : 女優（妻・珠瑠美の妹）
- 小田切治郎 : プロダクション鷹・日東テレビ映画監査役（実兄）
- 河村すの子 : 画家（実姉）
- 河村目呂二 : 彫刻家（義兄・姉の夫）
- 小田切政純 : 陸軍中将（伯父・母の兄）

## フィルモグラフィ
特筆以外はすべてクレジットは「監督」であり「木俣堯喬」名義である。東京国立近代美術館フィルムセンター（NFC）等の所蔵・現存状況についても記す。

### 1950年代

『風雲児 織田信長』（1959年）に「百姓B」役で出演。

- 『若獅子大名』 : 監督伊賀山正光、主演東千代之介、製作東映京都撮影所、配給東映、1957年1月29日公開 - 「木南兵介」名義で出演・「老臣B」役
- 『若獅子大名 完結篇』 : 監督伊賀山正光、主演東千代之介、製作東映京都撮影所、配給東映、1957年2月5日公開 - 「木南兵介」名義で出演・「老臣B」役
- 『上方演芸 夢月城騒動記』 : 監督松村昌治、主演ミヤコ蝶々・南都雄二、製作東映京都撮影所、配給東映、1957年4月30日公開 - 「木南啓介」名義で出演・「山辺権六」役
- 『上方園芸 底抜け捕物帖』 : 監督松村昌治、主演ミヤコ蝶々・南都雄二、製作東映京都撮影所、配給東映、1957年5月7日公開 - 「木南兵介」名義で出演・「猪八」役
- 『抜打ち浪人』 : 監督佐伯清、主演大友柳太朗、製作東映東京撮影所、配給東映、1957年5月20日公開 - 「木南兵助」名義で出演・「船頭吉」役
- 『さけぶ雷鳥』 : 監督内出好吉、主演尾上鯉之助、製作東映京都撮影所、配給東映、1957年6月4日公開 - 「木南兵介」名義で出演・「坪内」役
- 『さけぶ雷鳥 第二部』 : 監督内出好吉、主演尾上鯉之助、製作東映京都撮影所、配給東映、1957年6月10日公開 - 「木南兵介」名義で出演・「坪内」役
- 『さけぶ雷鳥 解決篇』 : 監督内出好吉、主演尾上鯉之助、製作東映京都撮影所、配給東映、1957年6月18日公開 - 「木南兵介」名義で出演・「坪内」役
- 『魔の紅蜥蜴』 : 監督深田金之助、脚本加藤泰、主演市川右太衛門、製作東映京都撮影所、配給東映、1957年7月23日公開 - 「木南兵介」名義で出演・「愛知竹七郎」役
- 『若さま侍捕物帳 鮮血の人魚』 : 監督深田金之助、主演大川橋蔵、製作東映京都撮影所、配給東映、1957年9月29日公開 - 「木南兵介」名義で出演・「仙吉」役
- 『はやぶさ奉行』 : 監督深田金之助、主演片岡千恵蔵、製作東映京都撮影所、配給東映、1957年11月17日公開 - 「木南兵介」名義で出演・「旅商人風の男」役
- 『花吹雪 鉄火纏』 : 監督河野寿一、主演大川橋蔵、製作東映京都撮影所、配給東映、1957年12月28日公開 - 「木南兵介」名義で出演・「職人竹造」役
- 『素っ飛び笠』 : 監督内出好吉、主演東千代之介、製作東映京都撮影所、配給東映、1958年1月22日公開 - 「木南兵介」名義で出演・「関所の役人」役
- 『忍術水滸伝 稲妻小天狗』 : 監督松村昌治、主演東千代之介、製作東映京都撮影所、配給東映、1958年1月29日公開 - 「木南兵介」名義で出演・「遠藤十郎左」役
- 『旅笠道中』 : 監督佐々木康、主演大川橋蔵、製作東映京都撮影所、配給東映、1958年4月1日公開 - 「木南兵介」名義で出演・「徳松」役
- 『伊那の勘太郎』 : 監督小沢茂弘、主演東千代之介、製作東映京都撮影所、配給東映、1958年5月20日公開 - 「木南兵介」名義で出演・「権太」役
- 『若君千両傘』 : 監督沢島忠、主演大川橋蔵、製作東映京都撮影所、配給東映、1958年7月30日公開 - 「木南兵介」名義で出演・「琉球使者」役
- 『柳生旅ごよみ 女難一刀流』 : 監督松村昌治、主演大友柳太朗、製作東映東京撮影所、配給東映、1958年10月8日公開 - 「木南兵介」名義で出演・「甲州」役
- 『美男城』 : 監督佐々木康、主演中村錦之助、製作東映東京撮影所、配給東映、1959年2月24日公開 - 「木南兵介」名義で出演・「見張の男」役
- 『ゆうれい小判』 : 監督秋元隆夫、主演里見浩太郎、製作東映京都撮影所、配給東映、1959年4月15日公開 - 「木南兵介」名義で出演・「伝蔵」役
- 『ふたり若獅子』 : 監督深田金之助、主演東千代之介、製作東映京都撮影所、配給東映、1959年5月19日公開 - 「木南兵介」名義で出演・「多助」役
- 『姫君一刀流』 : 監督隅田朝二、主演大川恵子、製作東映京都撮影所、配給東映、1959年6月16日公開 - 「木南兵介」名義で出演・「松木源吾」役
- 『快傑黒頭巾 爆発篇』 : 監督松村昌治、主演大友柳太朗、製作東映東京撮影所、配給東映、1959年8月2日公開 - 「木南兵介」名義で出演・「上田与助」役
- 『血斗水滸伝 怒涛の対決』 : 監督佐々木康、主演市川右太衛門、製作東映京都撮影所、配給東映、1959年8月9日公開 - 「木南兵介」名義で出演・「花会の客秩父の勘蔵」役
- 『富獄秘帖』 : 監督工藤栄一、主演伏見扇太郎、製作東映京都撮影所、配給東映、1959年9月2日公開 - 「木南兵介」名義で出演・「権三」役
- 『富獄秘帖 完結篇』 : 監督工藤栄一、主演伏見扇太郎、製作東映京都撮影所、配給東映、1959年9月8日公開 - 「木南兵介」名義で出演・「権三」役
- 『風雲児 織田信長』 : 監督河野寿一、主演中村錦之助、製作東映東京撮影所、配給東映、1959年10月25日公開 - 「木南兵介」名義で出演・「百姓B」役
- 『血太郎ひとり雲』 : 監督井沢雅彦、主演中村嘉葎雄、製作東映東京撮影所、配給東映、1959年12月9日公開 - 「木南兵介」名義で出演・「茂作」役

### 1960年代
- 『次郎長血笑記 殴り込み道中』 : 監督工藤栄一、主演黒川弥太郎、製作第二東映京都撮影所、配給東映、1960年3月8日公開 - 「木南兵介」名義で出演・「岩松」役
- 『蛇神魔殿』 : 監督工藤栄一、主演若杉恵之介、製作第二東映京都撮影所、配給東映、1960年4月12日公開 - 「木南兵介」名義で出演・「有原」役
- 『水戸黄門漫遊記 怪魔八尺坊主』 : 監督深田金之助、主演宇佐美淳也、製作東映東京撮影所、配給東映、1960年3月22日公開 - 「木南兵介」名義で出演・「松村」役
- 『草間の半次郎 霧の中の渡り鳥』 : 監督内出好吉、主演大川橋蔵、製作東映京都撮影所、配給東映、1960年5月29日公開 - 「木南兵介」名義で出演・「清六」役
- 『壮烈新選組 幕末の動乱』 : 監督佐々木康、主演片岡千恵蔵、製作東映京都撮影所、配給東映、1960年7月10日公開 - 「木南兵介」名義で出演・「橋田八十八」役
- 『地雷火組』 : 監督井沢雅彦、主演里見浩太郎、製作東映京都撮影所、配給東映、1960年11月2日公開 - 「木南兵介」名義で出演・「長州屋敷番士」役
- 『遊侠の剣客 つくば太鼓』 : 監督深田金之助、主演近衛十四郎、製作東映京都撮影所、配給東映、1960年12月13日公開 - 「木南兵介」名義で出演・「紋次」役
- 『霧丸霧がくれ』 : 監督佐々木康、主演松方弘樹、製作東映京都撮影所、配給東映、1961年5月3日公開 - 「木南兵介」名義で出演・「町人A」役
- 『花笠ふたり若衆』 : 監督佐々木康、主演北大路欣也、製作東映京都撮影所、配給東映、1961年5月17日公開 - 「木南兵介」名義で出演・「関所役人」役
- 『次郎長血笑記 富士見峠の対決』 : 監督工藤栄一、主演黒川弥太郎、製作第二東映京都撮影所、配給東映、1960年8月28日公開 - 「木南兵介」名義で出演・「青山銀蔵」役
- 『次郎長血笑記 殴り込み荒神山』 : 監督工藤栄一、主演黒川弥太郎、製作第二東映京都撮影所、配給東映、1960年9月13日公開 - 「木南兵介」名義で出演・「青山銀蔵」役
- 『花のお江戸のやくざ姫』 : 監督工藤栄一、主演美空ひばり、製作東映京都撮影所、配給東映、1961年9月13日公開 - 「木南兵介」名義で出演・「権次」役
- 『お世継ぎ初道中』 : 監督内出好吉、主演里見浩太郎、製作東映京都撮影所、配給東映、1961年10月7日公開 - 「木南兵介」名義で出演・「松兵衛」役
- 『伝七捕物帖 女狐小判』 : 監督大西秀明、主演高田浩吉、製作東映東京撮影所、配給東映、1963年3月24日公開 - 「木南兵介」名義で出演・「忠八」役
- 『真田風雲録』 : 監督加藤泰、主演中村錦之助、製作東映東京撮影所、配給東映、1963年6月2日公開 - 「木南兵介」名義で出演・「落武者風の盗賊」役

- 『十七人の忍者』 : 監督長谷川安人、主演里見浩太郎、製作東映京都撮影所、配給東映、1963年7月7日公開 - 「木南兵介」名義で出演・「番士E」役
- 『続・てなもんや三度笠』 : 監督内出好吉、主演藤田まこと、製作東映東京撮影所、配給東映、1963年10月13日公開 - 「木南兵介」名義で出演・「子分B」役

- 『日本毒婦伝 赤いしごき』[8][11]（『赤いしごき 日本毒婦伝』） : 監督風魔三郎、主演香取環、製作プロダクション鷹、配給日本シネマ、1965年8月24日公開（成人映画・映倫番号 14090） - 「鬼塚大吉」名義で製作・企画・脚本（プロ鷹第1作）、72分の上映用プリントをNFCが所蔵[11]
- 『ギラついた裸獣の群れ』（別題『野武士』[8]） : 製作矢元照雄、監督倉橋良介、主演木島修次郎、製作プロダクション鷹、配給国映、1965年10月公開[8]（11月公開とも、成人映画・映倫番号 14137） - 企画・脚本
- 『肉体女優日記』 : 製作鷲尾飛天丸、企画千葉実、監督山本晋也、主演香取環、製作・配給日本シネマ、1965年11月23日公開（成人映画・映倫番号 14254） - 脚本[8][11]（「木俣喬」名義とも[15]）、77分の上映用プリントをNFCが所蔵[11]
- 『背徳』 : 製作倉谷省三、監督倉橋良介、主演新高恵子、製作プロダクション鷹、1965年11月公開（成人映画・映倫番号 14295） - 企画・脚本

- 『肉体の河』 : 主演扇町京子、製作プロダクション鷹、配給大蔵映画、1966年3月29日公開[8]（1月公開とも[15]、成人映画・映倫番号 14370） - 企画・脚本・監督（監督デビュー作）
- 『狂った欲求』 : 監督倉橋良介、製作プロダクション鷹、配給新東宝興業、1966年3月公開（成人映画・映倫番号 不明） - 企画
- 『女体標本』 : 主演扇町京子・加山恵子、製作プロダクション鷹、1966年4月公開（成人映画・映倫番号 14437） - 企画・脚本・監督および「鬼塚大吉」名義で出演
- 『情婦』 : 主演工藤那美、製作プロダクション鷹、配給日本シネマ、1966年7月12日公開（成人映画・映倫番号 14496） - 監督・脚本
- 『女教師の秘密』 : 主演加山恵子、製作プロダクション鷹、1966年11月公開（成人映画・映倫番号 不明） - 監督
- 『悪の愉しみ』 : 監督倉橋良介、主演加山恵子、製作プロダクション鷹、配給日本シネマ、1966年11月公開（成人映画・映倫番号 14553） - 企画・脚本および「鬼塚大吉」名義で主演、73分の上映用プリントをNFCが所蔵[11]

- 『㊙女狩り』 : 主演飛鳥公子・白川和子、製作プロダクション鷹、1967年4月公開（成人映画・映倫番号 不明） - 監督
- 『受胎』 : 主演谷口朱里、製作プロダクション鷹、配給国映、1967年8月1日公開（成人映画・映倫番号 14987） - 監督
- 『青春の悦楽』 : 主演祝真理、製作プロダクション鷹、配給葵映画・三映フィルム、1967年10月13日公開（成人映画・映倫番号 15032） - 企画・脚本・監督および「鬼塚大吉」名義で出演
- 『欲情の河』 : 主演水城リカ、製作プロダクション鷹、1967年公開（成人映画・映倫番号 不明） - 企画・監督・脚本、61分の上映用プリントをNFCが所蔵[11]・64分の16mmフィルム版上映用プリントが現存[45]

- 『好色魔』 : 主演水城リカ、製作プロダクション鷹、1968年8月公開（成人映画・映倫番号 15386・プロ鷹四周年記念作品[47]） - 企画・監督・脚本、64分の上映用プリントをNFCが所蔵[11]・57分の16mmフィルム版上映用プリントが現存[47]
- 『亀裂』 : 主演谷口朱里、製作プロダクション鷹、1968年12月公開（成人映画・映倫番号 15071）
- 『恐るべき密戯』 : 主演水城リカ、製作プロダクション鷹、1968年公開（成人映画・映倫番号 不明） - 企画・監督・脚本
- 『狂った牝猫』 : 主演水城リカ、製作プロダクション鷹、1968年公開（成人映画・映倫番号 不明） - 企画・監督・脚本、63分の16mmフィルム版上映用プリントが現存[45]
- 『灼熱の暴行』 : 出演星冴子、製作プロダクション鷹、1968年公開（成人映画・映倫番号 不明・プロ鷹四周年記念作品[47]） - 企画・監督・脚本、67分の16mmフィルム版上映用プリントが現存[47]
- 『送り狼』 : 主演水城リカ・芦川絵里、製作プロダクション鷹、1968年公開（成人映画・映倫番号 不明） - 企画・監督・脚本
- 『娼婦』 : 主演水城リカ、製作プロダクション鷹、1968年公開（成人映画・映倫番号 不明） - 企画・監督・脚本、57分の16mmフィルム版上映用プリントが現存[47]
- 『或る色魔』 : 主演桂奈美、製作・配給プロダクション鷹、1968年公開（成人映画・映倫番号 不明） - 企画・監督・脚本および「衣恭介」名義で美術、57分の16mmフィルム版プリントが現存[47]
- 『猟色の罠』 : 主演一星ケミ、製作プロダクション鷹、1968年公開（成人映画・映倫番号 不明） - 企画・監督・脚本および「衣恭介」名義で美術、上映用プリントをNFCが所蔵

- 『人肉の市』 : 主演芦川絵里、製作・配給プロダクション鷹、1969年1月公開（成人映画・映倫番号 15626） - 企画・監督・脚本、上映用プリントをNFCが所蔵[48]
- 『広域重要指定一〇八号拳銃魔 嬲りもの』（『広域重要指定犯108号 嬲りもの』『嬲りもの 広域重要指定拳銃魔』[15]『嬲りもの』[12]） : 主演芦川絵里、製作・配給プロダクション鷹、1969年2月公開（成人映画・映倫番号 15692） - 企画・監督・脚本、55分の16mmフィルム短縮版上映用プリントが現存[46][47]
- 『密室』[15]（『密室 異常なる枕芸者』『密通』[15]） : 主演渚マリ・芦川絵里、製作・配給プロダクション鷹、1969年4月公開（成人映画・映倫番号 15751） - 製作・企画・監督・脚本および「衣恭介」名義で美術
- 『処女ゲバゲバ（フランス語版）』 : 企画・製作・監督若松孝二、脚本出口出、主演谷川俊之・芦川絵里、製作若松プロダクション、1969年4月公開（成人映画・映倫番号 不明） - 出演[11]、62分の上映用プリントをNFCが所蔵・66分の原版が現存・2007年紀伊國屋書店がDVDビデオグラムを発売[39]
- 『裸体の街』 : 主演桂奈美、共演田中小実昌、製作・配給プロダクション鷹、1969年5月公開（成人映画・映倫番号 15836・プロ鷹五周年記念特別作品） - 企画・監督・脚本、55分の16mmフィルム版プリントが現存[47]
- 『愛欲の痴図 鎌倉情死考』[15]（『鎌倉情死考 愛欲の痴図』[9]『愛欲の痴図』[12]） : 主演芦川絵里、製作・配給プロダクション鷹、1969年6月11日審査・公開[9]（5月公開とも[15]、成人映画・映倫番号 15898）
- 『血まみれの犯行』 : 主演芦川絵里、製作・配給プロダクション鷹、1969年6月30日審査・8月公開（成人映画・映倫番号 15959）
- 『牝犬と狼』 : 製作・配給プロダクション鷹、1969年8月11日審査・公開（成人映画・映倫番号 不明）
- 『姦婦の部屋』 : 製作・配給プロダクション鷹、1969年9月17日審査・公開（成人映画・映倫番号 16059）
- 『やわ肌無宿 男殺し女殺し』[15]（『男殺し女殺し』[12]） : 企画・製作・監督若松孝二、脚本出口出、主演林美樹・芦川絵里、製作若松プロダクション、配給葵映画、1969年10月14日審査・公開（成人映画・映倫番号 15943） - 出演
- 『女体密猟地帯 生体解剖』[9]（『生体密猟地帯 生体解剖』『生体解剖 女体密漁地帯』[15]） : 製作主任和泉聖治、主演星リナ、製作・配給プロダクション鷹、1969年10月28日審査・公開（成人映画・映倫番号 不明） - 企画・製作・監督・脚本および「衣恭介」名義で美術
- 『裸の銃弾』 : 企画・製作・監督若松孝二、脚本出口出、主演港雄一・林美樹、製作若松プロダクション、1969年10月公開（成人映画・映倫番号 不明） - 出演[40]、72分の原版が現存・2007年紀伊國屋書店がDVDビデオグラムを発売
- 『みんなが見ている前で』 : 製作・配給プロダクション鷹、1969年11月25日審査・12月公開（成人映画・映倫番号 16172）

### 1970年代
- 『女体断絶』 : 製作・配給大蔵映画、1970年1月9日審査・2月公開（成人映画・映倫番号 16208） - 監督（小川欽也とも[9]）
- 『肉体女優 情痴日記』 : 製作・配給ミリオンフィルム、1970年2月28日審査・3月公開（成人映画・映倫番号 不明） - 監督（向井寛とも[9]）
- 『色狩り みな殺しの誤算』[9]（『みな殺しの誤算』[15]） : 製作プロダクション鷹、配給国映、1970年3月6日審査・公開（成人映画・映倫番号 不明）
- 『色欲の野獣』 : 主演白川和子、製作・配給大蔵映画、1970年3月公開（成人映画・映倫番号 16241）
- 『凌辱の谷間』 : 主演一星ケミ、製作プロダクション鷹、配給大蔵映画、1970年4月24日審査・公開（成人映画・映倫番号 不明） - 監督・脚本
- 『色ぼけ四十八態』 : 製作和泉聖治、主演青山美沙・相原香織、製作プロダクション鷹、配給ミリオンフィルム（国映とも[15]）、1970年4月7日審査・5月公開（成人映画・映倫番号 16298） - 監督、67分の上映用プリントをNFCが所蔵[11]
- 『魔女狩り』 : 製作担当和泉聖治、製作プロダクション鷹、配給ミリオンフィルム、1970年5月8日審査・6月公開（成人映画・映倫番号 16349） - 監督・脚本および「衣恭介」名義で美術、71分の上映用プリントをNFCが所蔵[11]
- 『情欲の交換』 : 製作プロダクション鷹、配給大蔵映画、1970年5月30日審査・6月公開（成人映画・映倫番号 16397） - 監督[9]（安芸敬三とも[12][15]）
- 『恥部の紋章』 : 製作プロダクション鷹、配給ミリオンフィルム、1970年7月28日審査・8月公開（成人映画・映倫番号 16403）
- 『危険な女沼』 : 主演浅川洋子、製作プロダクション鷹、配給大蔵映画、1970年7月6日審査・8月公開（成人映画・映倫番号 16444） - 企画・製作・監督・脚本および「衣恭介」名義で美術
- 『牝猫ゲバルト』 : 脚本和泉聖治、主演一星ケミ、製作プロダクション鷹、配給ミリオンフィルム、1970年8月27日審査・10月公開（成人映画・映倫番号 16475） - 監督および「衣恭介」名義で美術、68分の上映用プリントをNFCが所蔵[11]
- 『みだらな受胎』 : 主演青山美沙、製作プロダクション鷹、配給大蔵映画、1970年8月10日審査・10月公開（成人映画・映倫番号 16450）
- 『屋根裏の散歩者』 : 脚本江戸川乱歩、製作プロダクション鷹、1970年10月22日審査・公開（成人映画・映倫番号 不明）
- 『処女性交換』 : 主演香取環、製作プロダクション鷹、配給大蔵映画、1970年11月4日審査・12月1日公開（成人映画・映倫番号 16568）

- 『邪淫の抱擁』[12]（『蛇淫の抱擁』[15]） : 主演香取環、製作プロダクション鷹、配給大蔵映画、1971年2月2日公開（成人映画・映倫番号 不明）
- 『好色痴女』 : 主演珠瑠美、製作プロダクション鷹、配給大蔵映画、1971年1月6日審査・3月2日公開（成人映画・映倫番号 16603）
- 『女がしびれる時』 : 製作プロダクション鷹、配給ミリオンフィルム、1971年2月19日審査・3月公開（成人映画・映倫番号 16683）
- 『愛と性の亀裂』 : 製作プロダクション鷹、配給ミリオンフィルム、1971年4月19日審査・5月公開（成人映画・映倫番号 16707）
- 『幼な妻㊙性生活』[9]（『幼な妻㊙性と生活』） : 主演珠瑠美、製作プロダクション鷹、配給ミリオンフィルム、1971年5月15日審査・6月公開（成人映画・映倫番号 16772）
- 『栄冠涙あり』 : 製作プロダクション鷹、1971年6月25日審査・公開（成人映画・映倫番号 不明） - 監督[9]
- 『好色女子学生の交歓』（『女子学生の交歓』[9]） : 主演加賀千姫、製作・配給ミリオンフィルム、1971年7月21日審査・公開（成人映画・映倫番号 16865） - 監督[12]（向井寛とも[9][49]）
- 『禁じられた愛撫』 : 主演珠瑠美、製作プロダクション鷹、配給ミリオンフィルム、1971年7月28日審査・8月公開（成人映画・映倫番号 16841）
- 『豊かなる感触』（ゆたかなるふれあい） : 製作・配給ミリオンフィルム、1971年8月公開（成人映画・映倫番号 16801） - 監督、12分のフィルム断片をNFCが所蔵[11]
- 『肉の取り引き はめ手』[15]（『肉の取引きはめ手』[12]） : 主演谷身知子、製作関東映配・プロダクション鷹、配給OP映画配給、1971年9月公開（成人映画・映倫番号 不明）
- 『先天性色魔』 : 主演珠瑠美、製作プロダクション鷹、配給ミリオンフィルム、1971年8月27日審査・10月公開（成人映画・映倫番号 16888）
- 『密通夫人㊙日記』 : 主演珠瑠美、製作プロダクション鷹、配給ミリオンフィルム、1971年9月7日審査・11月公開（成人映画・映倫番号 16908） - 製作・監督
- 『赤き鮮烈な花弁』 : 製作プロダクション鷹、1971年10月25日審査・公開（成人映画・映倫番号 不明） - 監督[9]

- 『東京ポルノ㊙情報 性愛会議』[9]（『性愛会議』） : 主演珠瑠美、製作プロダクション鷹、配給ミリオンフィルム、1971年11月22日審査・1972年2月公開（成人映画・映倫番号 16976）
- 『痴態百景』[12]（『痴漢百景』[15]） : 主演珠瑠美、製作プロダクション鷹、配給ミリオンフィルム、1972年2月17日審査・3月公開（成人映画・映倫番号 17063）
- 『女は夜の匂い』 : 主演珠瑠美、共演谷身知子、製作プロダクション鷹、配給ミリオンフィルム、1972年4月5日審査・公開（成人映画・映倫番号 17109） - 「小田切三郎」名義で監督（木俣名義とも[9]）
- 『官能の罠』 : 製作・配給大蔵映画、1972年5月公開（成人映画・映倫番号 不明）
- 『現代トルコ風呂 男泣かせのテクニック』（『現代トルコ風呂』[9]） : 主演珠瑠美、製作プロダクション鷹、配給ミリオンフィルム、1972年4月12日/5月10日審査・6月公開（成人映画・映倫番号 17171） - 「衣恭介」名義で監督（木俣名義とも[9]）
- 『艶説 お富与三郎』 : 監督加藤彰、主演続圭子、製作・配給日活、1972年7月27日公開（成人映画・映倫番号 17251） - 脚本
- 『女体交換』（『オールカラー 女体交換』） : 主演珠瑠美、製作・配給大蔵映画、1972年11月公開（10月公開とも、成人映画・映倫番号 17316）
- 『感度バツグン』 : 主演珠瑠美、製作・配給ミリオンフィルム、1972年12月公開（成人映画・映倫番号 17361） - 脚本および「衣恭介」名義で監督、69分の上映用プリントをNFCが所蔵[11]

- 『日本性風俗史 淫ら絵巻』（『日本風俗史 淫ら絵巻』[12]） : 共同監督和泉聖治、主演珠瑠美、製作プロダクション鷹、配給ミリオンフィルム、1973年1月公開（1972年とも、成人映画・映倫番号 17403） - 監督・脚本、77分の上映用プリントをNFCが所蔵[11]
- 『痴態の乱れ』 : 主演珠瑠美、共演田中小実昌、製作関東ムービー配給社、配給OP映画配給、1973年2月公開（成人映画・映倫番号 17474）
- 『同棲白書』 : 製作プロダクション鷹、配給ミリオンフィルム、1973年4月公開（成人映画・映倫番号 17538） - 監督、68分の上映用プリントをNFCが所蔵[11]
- 『よろめき色情妻』 : 製作・配給ミリオンフィルム、1973年5月公開（成人映画・映倫番号 不明）
- 『通り魔・激情』 : 主演珠瑠美、製作プロダクション鷹、配給ミリオンフィルム、1973年8月公開（成人映画・映倫番号 不明） - 監督・脚本
- 『悩ましい痴態』 : 共同監督和泉聖治、主演珠瑠美、製作プロダクション鷹、配給ミリオンフィルム、1973年10月公開（成人映画・映倫番号 17735） - 監督・脚本、68分の上映用プリントをNFCが所蔵[11]

- 『日本性風俗史 姦通』 : 製作和泉聖治、主演珠瑠美、製作プロダクション鷹、配給ミリオンフィルム、1974年1月公開（成人映画・映倫番号 17886） - 監督・脚本、61分の上映用プリントをNFCが所蔵[11]
- 『好色悪徳医』 : 製作・配給ミリオンフィルム、1974年8月公開（成人映画・映倫番号 18110）

- 『ポルノ同窓生』 : 主演珠瑠美、製作・配給ミリオンフィルム、1975年4月公開（成人映画・映倫番号 18308） - 企画・監督・脚本
- 『新・団地妻 ブルーフィルムの女』 : 監督林功、主演珠瑠美、製作・配給日活、1975年5月17日公開（成人映画・映倫番号 18347） - 脚本
- 『昇天淫ら夢』 : 主演珠瑠美、製作・配給ミリオンフィルム、1975年9月公開 - 企画・監督・脚本
- 『ポルノレポート SEX仕掛人』 : 主演珠瑠美、製作プロダクション鷹、配給日活、1975年11月22日公開（成人映画・映倫番号 18462） - 企画・監督・脚本
- 『ポルノレポート 金髪パンマ』 : 企画和泉聖治、主演港雄一・広瀬京子、製作プロダクション鷹、配給日活、1976年2月7日公開（成人映画・映倫番号 18611） - 製作・監督・脚本、63分の原版が現存・日活がオンライン映像配信
- 『ポルノレポート 変態』 : 主演珠瑠美、製作プロダクション鷹、配給日活、1976年4月3日公開（成人映画・映倫番号 18653） - 監督・脚本、69分の原版が現存・日活がオンライン映像配信
- 『ポルノレポート 人妻売春』 : 監督渡辺護、主演牧れいか、製作プロダクション鷹、配給日活、1976年5月29日公開 - 製作・企画
- 『ポルノレポート 暴行魔』（『暴行魔』[12]） : 主演珠瑠美、製作プロダクション鷹、配給日活、1976年6月公開（成人映画・映倫番号 18738） - 企画・監督・脚本
- 『みだれ枕』 : 原作樋口一葉、主演珠瑠美、製作プロダクション鷹、配給ミリオンフィルム、1976年7月6日公開（成人映画・映倫番号 18696） - 和泉聖治と共同で監督、DVDビデオグラム発売、67分の原版が現存・2004年エースデュースエンタテインメントがDVDビデオグラム発売
- 『欲情』 : 主演珠瑠美、製作プロダクション鷹、配給日活、1976年12月8日公開（成人映画・映倫番号 18935） - 企画・監督・脚本
- 『日本国刑法第177条 強姦罪』 : 監督・脚本和泉聖治、主演南ゆき、製作プロダクション鷹、配給日活、1977年2月23日公開（成人映画・映倫番号 19014） - 企画
- 『淫婦悶え泣き』[12]（『淫婦もだえ泣き』） : 製作和泉聖治、主演珠瑠美、製作プロダクション鷹、配給日活、1977年5月7日公開（成人映画・映倫番号 19077） - 企画・監督・脚本
- 『まぶしい㊙体験 犯される』 : 主演珠瑠美、製作プロダクション鷹、配給ミリオンフィルム、1977年9月公開（成人映画・映倫番号 19160） - 企画・監督・脚本
- 『主婦売春グループ 濡れた淫婦』 : 監督和泉聖治、主演珠瑠美、製作プロダクション鷹（ワタナベプロダクション）、配給日活、1977年9月3日公開（成人映画・映倫番号 19199） - 脚本
- 『異常性欲魔』 : 監督和泉聖治、主演梨沙ゆり、製作プロダクション鷹、配給日活、1977年11月12日公開（成人映画・映倫番号 19251） - 脚本
- 『主婦売春 男好きの女』 : 監督和泉聖治、主演珠瑠美、製作プロダクション鷹、配給日活、1977年12月10日公開（成人映画・映倫番号 19267） - 脚本

- 『不倫の午後 肌狂い』 : 監督和泉聖治、撮影久我剛、主演珠瑠美、製作プロダクション鷹、配給日活、1978年2月18日公開（成人映画・映倫番号 19337） - 脚本
- 『異常性ハンター 制服狙い』 : 監督和泉聖治、撮影久我剛、主演言問季里子、製作プロダクション鷹、配給日活、1978年5月20日公開（成人映画・映倫番号 19430） - 脚本
- 『おしゃぶり夫人』 : 主演珠瑠美、製作プロダクション鷹、配給にっかつ、1978年12月2日公開（成人映画・映倫番号 19613） - 企画・監督・脚本
- 『異常性欲犯 まわす』 : 脚本和泉聖治、撮影久我剛、主演柚木彩花、製作プロダクション鷹、配給にっかつ、1979年6月23日公開（成人映画・映倫番号 19808） - 脚本
- 『淫蕩な女 男をそそる』 : 主演珠瑠美、製作プロダクション鷹、配給にっかつ、1979年9月22日公開（成人映画・映倫番号 19900） - 企画・監督・脚本

### 1980年代
- 『犯された性春 失神』 : 主演珠瑠美、製作プロダクション鷹、配給ミリオンフィルム、1980年6月10日公開（成人映画・映倫番号 110094）
- 『セミドキュメント 淫らなあえぎ』 : 主演珠瑠美、製作プロダクション鷹、配給にっかつ、1980年7月19日公開（成人映画・映倫番号 110167） - 製作・監督・脚本
- 『離婚妻 オ・ト・コのぬくもり』 : 主演珠瑠美、製作プロダクション鷹、配給にっかつ、1980年11月7日公開（成人映画・映倫番号 110279） - 製作・監督・脚本
- 『処女淫夢』 : 主演神山市子、製作・配給ミリオンフィルム、1981年3月公開（成人映画・映倫番号 110331）
- 『グレープフルーツのような女 性乱の日々』 : 監督・脚本沖山秀子、主演北原理絵、製作プロダクション鷹、配給にっかつ、1981年5月15日公開 - プロデューサー
- 『暴行エクスタシー』 : 主演青木三枝子、製作・配給ミリオンフィルム、1981年9月公開（成人映画・映倫番号 110489）
- 『鍵』 : プロデューサー若松孝二、原作谷崎潤一郎、主演松尾嘉代・岡田眞澄、製作スティックインターナショナル・若松プロダクション、配給東映セントラルフィルム、1983年12月24日公開（成人映画・映倫番号 111217） - 監督・脚本
- 『女医淫ら責め』 : 主演響恭子、製作・配給ミリオンフィルム、1984年2月公開（成人映画・映倫番号 111266）
- 『制服狂時代』 : 監督珠瑠美、主演ひびき恭子、製作プロダクション鷹、配給にっかつ、1984年9月1日公開 - 企画・脚本および「衣恭介」名義で美術
- 『愛獣 熱く凌す』 : 監督和泉聖治、主演沢田和美、製作AMI企画、配給にっかつ、1984年10月20日公開（成人映画・映倫番号 111582） - 製作・脚本、64分の上映用プリントをNFCが所蔵[11]

- 『痴漢と離婚妻』 : 監督珠瑠美、主演ひびき恭子、製作プロダクション鷹、配給にっかつ、1985年3月9日公開（成人映画・映倫番号 111637） - 製作・脚本
- 『ワイセツな女 黒い肌に泣く』 : 監督・脚本和泉聖治、主演麻生かおり、製作AMI企画、配給にっかつ、1985年3月23日公開（成人映画・映倫番号 111731） - プロデューサーおよび「衣恭介」名義で美術
- 『ハード・スキャンダル 本番』 : 監督珠瑠美、主演あおい恵、製作・配給ミリオンフィルム、1985年3月公開 - 脚本
- 『すけべ姉妹』 : 監督珠瑠美、主演あおい恵、製作プロダクション鷹、配給にっかつ、1985年4月6日公開（成人映画・映倫番号 111766） - 脚本および「衣恭介」名義で美術
- 『異常快感 恥しらず』 : プロデューサー和泉聖治・珠瑠美、主演あおい恵、製作プロダクション鷹、配給ミリオンフィルム、1985年6月公開（成人映画・映倫番号 111747） - 監督・脚本および「衣恭介」名義で美術
- 『生撮り解禁ツアー むしられたビキニ』 : 監督和泉聖治、脚本橋本以蔵、主演聖女隊、製作AMI企画、配給にっかつ、1985年7月20日公開（成人映画・映倫番号 111841） - プロデューサーおよび「衣恭介」名義で美術
- 『ウイークエンドONANIE』 : 監督珠瑠美、主演あおい恵、製作PRODUCTION TAKA（プロダクション鷹）、配給新東宝映画、1985年7月公開 - 製作および「衣恭介」名義で美術、59分の上映用プリントをNFCが所蔵
- 『ザ・夜這い』 : プロデューサー珠瑠美、主演城源寺くるみ、製作AMI企画、配給にっかつ、1985年10月12日公開（成人映画・映倫番号 111809） - 監督・脚本および「衣恭介」名義で美術
- 『連発絶頂テクニック』 : 監督珠瑠美、主演あおい恵、製作プロダクション鷹、1985年10月公開 - プロデューサー・脚本および「衣恭介」名義で美術
- 『ワイセツドキュメント 連続婦女暴行』 : 監督珠瑠美、主演あおい恵、製作プロダクション鷹、配給ミリオンフィルム、1985年12月公開 - プロデューサー・脚本および「衣恭介」名義で美術

- 『倒錯縄責め』 : 監督珠瑠美、主演観世彩、製作プロダクション鷹、配給新東宝映画、1986年3月公開 - プロデューサー・脚本
- 『オフィスラブ ザ・性感』 : 監督珠瑠美、主演川上雅代、製作プロダクション鷹、配給ミリオンフィルム、1986年7月公開 - プロデューサー・脚本および「衣恭介」名義で美術
- 『不倫の罠 満熟』 : 監督珠瑠美、主演ひびき恭子、製作プロダクション鷹、配給ミリオンフィルム、1986年9月公開 - プロデューサー・脚本および「衣恭介」名義で美術
- 『中川みず穂 ハードポルノ絶頂』 : 主演中川みず穂、製作・配給新東宝映画、1986年10月公開（成人映画・映倫番号 112212） - 監督・脚本および「衣恭介」名義で美術、55分の上映用プリントをNFCが所蔵
- 『香港絶倫夫人』 : 監督珠瑠美、主演川上雅代、製作プロダクション鷹、配給にっかつ、1986年12月6日公開（成人映画・映倫番号 112060） - 企画・脚本
- 金曜女のドラマスペシャル『もう一人の乗客』 : 監督藤田明二、主演伊藤蘭、製作共同テレビジョン・フジテレビジョン、1986年6月19日放映 - 和泉聖治と共同で脚本
- 『ザ・悶絶』 : 監督珠瑠美、主演奥野夕紀、製作プロダクション鷹、配給新東宝映画、1987年9月公開 - プロデューサー・脚本および「衣恭介」名義で小道具、53分の上映用プリントをNFCが所蔵
- 『揺れる巨乳103cm』 : 監督珠瑠美、主演東美由紀、製作PRODUCTION TAKA（プロダクション鷹）、配給新東宝映画、1989年4月29日公開 - 脚本および「衣恭介」名義で美術、55分の上映用プリントをNFCが所蔵
- 『監禁 なぶる』 : 監督珠瑠美、演出協力和泉聖治、製作プロダクション鷹、配給エクセスフィルム、1989年5月6日公開（成人映画・映倫番号 112844） - 脚本
- 金曜エンタテイメント『女優 夏木みどりシリーズ』第2回『女友だち同窓会殺人事件』 : 監督和泉聖治、製作ジャパンプロデュース・フジテレビジョン、1989年7月7日放映（テレビ映画） - 出演・「作家」役
- 『縄で濡らす』 : 監督珠瑠美、主演石原ゆか、製作プロダクション鷹、配給新東宝映画、1989年9月2日公開 - 「衣恭介」名義で脚本

### 1990年代
- 『課外授業いかして上げる』（『課外授業 いかせて上げる』） : 監督珠瑠美、主演一の瀬まみ、製作プロダクション鷹、配給新東宝映画、1990年1月公開 - 「衣恭介」名義で美術、58分の上映用プリントをNFCが所蔵
- 『さらば愛しのやくざ』 : 監督和泉聖治、原作安楽隆雄、脚本野沢尚、主演陣内孝則・柳葉敏郎、製作東映東京撮影所、配給東映、1990年11月23日公開（映倫番号 113304） - 出演・「栄組の組長」役
- 『シャイなあんちくしょう』 : 監督和泉聖治、原案高橋三千綱、脚本岡田恵和・和泉聖治、主演加勢大周、製作東映・テレビ朝日、配給東映、1991年4月13日公開 - 出演・「中丸信」役
- 『巨乳なぶり』 : 監督・脚本珠瑠美、主演一の樹愛、製作PRODUCTION TAKA（プロダクション鷹）、配給新東宝映画、1991年12月21日公開 - 「衣恭介」名義で美術、58分の上映用プリントをNFCが所蔵[11]
- 『背徳病院 女医の盗撮日記』（『女医の盗撮日記』） : 監督・脚本木俣瑠美、主演一の樹愛、製作プロダクション鷹、配給新東宝映画、1992年7月25日公開 - 「衣恭介」名義で美術、59分の上映用プリントをNFCが所蔵[11]
- 『神代弓子 ザ・本番ペッティング』 : 監督・脚本珠瑠美、主演神代弓子、製作PRODUCTION TAKA（プロダクション鷹）、配給新東宝映画、1993年4月23日公開 - 「衣恭介」名義で美術、51分の上映用プリントをNFCが所蔵[11]

- 『熟女スワップ 獣ように』 : 企画中田新太郎、監督・脚本・主演珠瑠美、製作PRODUCTION TAKA（プロダクション鷹）、配給新東宝映画、1994年1月7日公開（成人映画・映倫番号 114173） - 「衣恭介」名義で美術、60分の上映用プリントをNFCが所蔵[11]
- 『喪服妻 浅く深く』 : 監督・脚本珠瑠美、主演神代弓子、製作プロダクション鷹、配給エクセスフィルム、1994年4月22日公開（成人映画・映倫番号 114197） - 「衣恭介」名義で美術
- 『美人秘書 テレホンONANIE』 : 監督・脚本珠瑠美、主演藤本侑希、製作プロダクション鷹、配給エクセスフィルム、1994年5月13日公開（成人映画・映倫番号 114239） - 「衣恭介」名義で美術
- 『過激!!同性愛撫 蜜の舌』 : 監督・脚本珠瑠美、主演柴田はるか、製作プロダクション鷹、配給新東宝映画、1994年7月29日公開（成人映画・映倫番号 114312） - 「衣恭介」名義で美術
- 『出張ソープ 和風不倫妻』 : 監督・脚本珠瑠美、主演神代弓子、製作プロダクション鷹、配給エクセスフィルム、1994年7月29日公開（成人映画・映倫番号 114287） - 「衣恭介」名義で美術
- 『痴漢電車 長襦袢を狙え!』 : 監督・脚本珠瑠美、主演神代弓子、製作プロダクション鷹、配給エクセスフィルム、1995年1月27日公開（成人映画・映倫番号 不明） - 「衣恭介」名義で美術
- 『出張ONANIE 女課長の携帯バイブ』 : 監督・脚本珠瑠美、主演赤木佐知、製作プロダクション鷹、1995年3月17日公開（成人映画・映倫番号 114464） - 「衣恭介」名義で美術
- 『人妻痴漢体験 まさぐる』 : 企画中田新太郎、監督珠瑠美、主演栞野ありな、製作PRODUCTION TAKA（プロダクション鷹）、配給新東宝映画、1995年3月31日公開（成人映画・映倫番号 114488） - 「衣恭介」名義で美術、59分の上映用プリントをNFCが所蔵[11]
- 『悶絶!!はしたない行為』 : 監督・脚本珠瑠美、主演柴田はるか、製作プロダクション鷹、配給新東宝映画、1995年7月14日公開（成人映画・映倫番号 114582） - 「衣恭介」名義で美術
- 『和風不倫人妻 恥さらしな下半身』 : 監督・脚本珠瑠美、主演神代弓子、製作プロダクション鷹、配給エクセスフィルム、1995年12月8日公開（成人映画・映倫番号 114627） - 「衣恭介」名義で美術
- 『濡れまくり痴情妻』 : 企画中田新太郎、監督・脚本珠瑠美、主演泉由紀子、製作プロダクション鷹、配給新東宝映画、1996年4月26日公開 - 「衣恭介」名義で美術
- 『お日柄もよくご愁傷さま』 : 企画元村武、監督・原案和泉聖治、脚本布勢博一、主演橋爪功・吉行和子、製作ホリプロ・Gカンパニー・東亜興行・エルセーヌ、配給東映、1996年5月11日公開 - 出演
- 『乱行催眠 私は、こうして暴行された』 : 監督・脚本珠瑠美、主演桜井桜子、製作プロダクション鷹、配給エクセスフィルム、1996年7月5日公開（成人映画・映倫番号 114845） - 「衣恭介」名義で美術
- 『聖まどか 美乳妻生本番』 : 企画中田新太郎、監督・脚本珠瑠美、主演聖まどか、製作PRODUCTION TAKA（プロダクション鷹）、配給新東宝映画、1996年9月13日公開（成人映画・映倫番号 114855） - 「衣恭介」名義で美術、55分の上映用プリントをNFCが所蔵[11]
- 『離婚妻のぬれ襦袢』 : 監督・脚本珠瑠美、主演江本友紀、製作プロダクション鷹、配給エクセスフィルム、1996年12月13日公開（成人映画・映倫番号 114924） - 「衣恭介」名義で美術
- 『スキモノ熟女 ぬめり下半身』 : 監督・脚本珠瑠美、主演平松ケイ、製作プロダクション鷹、配給エクセスフィルム、1997年7月18日公開（成人映画・映倫番号 115087） - 「衣恭介」名義で美術
- 『鍵 ディレクターズ・カット完全版』 : 製作西門杖、主演松尾嘉代・岡田真澄、製作STPインターナショナル、配給新東宝映画、1997年9月9日公開（1983年製作・公開） - 監督・脚本
- 『ねっとり妻おねだり妻III 不倫妻またがる』 : 監督・脚本珠瑠美、主演風間今日子、製作プロダクション鷹、配給新東宝映画、1997年11月5日公開 - 「衣恭介」名義で美術、62分の上映用プリントをNFCが所蔵[11]

## テアトログラフィ
おもな舞台演劇・軽演劇の作・演出の一覧である。木俣の著書『浅草で春だった』によれば、1936年 - 1943年の約100作品については記録が残っていない。
- 『南の誘惑』 : 1944年
- 『江戸一番の伊達男』 : 1944年
- 『浪曲忠臣蔵』 : 1944年
- 『天誅組罷り通る 怒鳴り込み勝五郎』 : 1945年
- 『初姿七五郎一番手柄』 : 1945年
- 『勝利の日まで』 : 1945年
- 『十二階下の詩集』 : 1946年
- 『学園万歳』 : 1946年
- 『愛ある風景』 : 1946年
- 『スイング・スイング』 : 1947年
- 『地獄の顔』 : 1947年
- 『第七天国』 : 原作オースティン・ストロング、芝田村町飛行館、1954年 - 脚色・演出
- 『天誅組罷り通る 夏祭り維新の対決』 : 千日前大劇、1962年8月18日 - 同24日公演 - 作・構成および池田富保と共同演出
- 『アチャコの忠治二人旅三人旅』 : 主演花菱アチャコ、1963年
- 『幸せの鐘』 : 1963年
- 『緑の街の赤い屋根』 : 1963年

## ビブリオグラフィ
国立国会図書館蔵書等にみる単著・論文等の書誌である。

### 単著
- 『浅草で春だった』、晩声社、1985年3月26日 ISBN 4891881453
- 『続 浅草で春だった』、晩声社、1986年2月 ISBN 4891881526

### 論文・記事
- 「成人映画プロの諸問題」木俣堯喬 : 『シナリオ』第26巻第12号通巻270号所収、シナリオ作家協会、1970年12月発行、p.42-51.
- 「視点 棲む深さを知る」木俣堯喬 : 『シナリオ』第28巻第4号通巻285号所収、シナリオ作家協会、1972年4月発行、p.11.
- 「浅草の日日に憶うこと」木俣堯喬 : 『シナリオ』第29巻第6号通巻299号所収、シナリオ作家協会、1973年6月発行、p.16-17.
- 「第3回日ソ映画シンポジュウムに於ける不可解な出来事とタシケント映画祭に於ける『小林多喜二』上映中止問題に就いて」木俣堯喬 : 『シナリオ』第30巻第8号通巻313号所収、シナリオ作家協会、1974年8月発行、p.78-82.
- 「下司の勘繰り - とは云えない」木俣堯喬 : 『シナリオ』第30巻第9号通巻314号所収、シナリオ作家協会、1974年9月発行、p.62-64.
- 「紀行 湯布院と杵築武家屋敷」木俣堯喬 : 『シナリオ』第34巻第1号通巻354号所収、シナリオ作家協会、1978年1月発行、p.116-117.
- 「特集II 作家たちのにっかつ10年」西田一夫・中島丈博・いどあきお・桃井章・松田昭三・白鳥あかね・斎藤信幸・八巻晶彦・白鳥信一・池田正一・近藤幸彦・神波史男・久保田圭司・今野恭平・加藤彰・金子成人・木俣堯喬・田中登・出倉宏・竹山洋・武末勝・伴一彦・松岡清治・田中陽造 : 『シナリオ』第37巻第11号通巻400号所収、シナリオ作家協会、1978年11月発行、p.14-19.
- 「フロント・ページ」木俣尭喬・清水晶・黒木和雄・福島治夫 : 『キネマ旬報』第857号通巻1671号所収、キネマ旬報社、1983年4月発行、p.41-43.
- 「作家通信」池俊行・押川国秋・木俣堯喬・久貴千賀子・下飯坂菊馬・廣澤榮 : 『シナリオ』第39巻第5号通巻418号所収、シナリオ作家協会、1983年5月発行、p.90-91.
- 「作家通信」中野顕彰・片岡薫・三宅直子・田波靖男・桂千穂・芦沢俊郎・池田正一・木俣堯喬 : 『シナリオ』第39巻第6号通巻419号所収、シナリオ作家協会、1983年6月発行、p.132-134.
- 「作家通信」菊島隆三・千葉茂樹・木村智美・池俊行・木俣堯喬・鳥海尽三 : 『シナリオ』第39巻第8号通巻421号所収、シナリオ作家協会、1983年8月発行、p.102-103.
- 「話題作の現場から 11 木俣堯喬監督の『鍵』」 : 『映画情報』第48巻第8号復刊372号所収、国際情報社、1983年8月発行、p.56.
- 「作家通信」安藤日出男・大原豊・木俣堯喬・鷺山京子・中西隆三 : 『シナリオ』第39巻第11号通巻424号所収、シナリオ作家協会、1983年11月発行、p.102-103.
- 「躍動する中国映画界の現況」木俣堯喬 : 『シナリオ』第40巻第1号通巻426号所収、シナリオ作家協会、1984年1月発行、p.60-61.
- 「作家通信」神波史男・内藤誠・高岩肇・千野皓司・阿井文瓶・杉本彰・福岡恵子・池俊行・木俣堯喬・米谷純一 : 『シナリオ』第40巻第3号通巻428号所収、シナリオ作家協会、1984年3月発行、p.107-109.
- 「作家通信」浅野辰雄・足利信造・石森史郎・岡田豊・鬼頭麟兵・木俣堯喬・下飯坂菊馬・関本郁夫・大工原正泰・橋田寿賀子・三宅直子 : 『シナリオ』第40巻第7号通巻432号所収、シナリオ作家協会、1984年7月発行、p.59-61.
- 「作家通信」犬塚稔・長田紀生・木俣堯喬・久貴千賀子・桜井義久・松原佳成 : 『シナリオ』第40巻第10号通巻435号所収、シナリオ作家協会、1984年10月発行、p.134-135.
- 「愛獣・熱く凌す」和泉聖治・木俣堯喬 : 『シナリオ』第40巻第11号通巻436号所収、シナリオ作家協会、1984年11月発行、p.87.
- 「特集シナリオライターをめざすなら II プロの作家52名が語る、ライター志望者の可能性と限界」 : 『シナリオ』第41巻第1号通巻438号所収、シナリオ作家協会、1985年1月発行、p.4-13.
- 「特集シナリオライターをめざすなら III プロの作家52名が語る、自らの方法と体験」 : 『シナリオ』第41巻第2号通巻439号所収、シナリオ作家協会、1985年2月発行、p.4-13.
- 「作家通信」芦沢俊郎・池田正一・木俣堯喬・高久進・廣澤榮・村井良雄・吉田憲二 : 『シナリオ』第41巻第6号通巻443号所収、シナリオ作家協会、1985年6月発行、p.74-75.
- 「ブックプレゼント」木俣堯喬 : 『シナリオ』第41巻第7号通巻444号所収、シナリオ作家協会、1985年7月発行、p.131.
- 「作家通信」木俣堯喬・小山内美江子・桜井義久・服部佳・中西隆三・鈴木則文・新井一・佐藤繁子・和泉聖治・高畠久・山内鉄也 : 『シナリオ』第41巻第11号通巻448号所収、シナリオ作家協会、1985年11月発行、p.70-72.
- 「作家通信」今村文人・福岡恵子・木俣堯喬・高岩肇・鴨井達比古・三宅直子・猪又憲吾・中久保匡保・松本功・田辺虎男 : 『シナリオ』第42巻第2号通巻451号所収、シナリオ作家協会、1986年2月発行、p.113-115.
- 「71歳、現役のビンク映画監督」木俣堯喬 : 『週刊サンケイ』第35巻第30号通巻1964号所収、サンケイ出版、1986年5月発行、p.67.
- 「作家通信」池俊行・池田正一・木俣堯喬・櫻井康裕・白坂依志夫・高岩肇・松本功 : 『シナリオ』第42巻第9号通巻458号所収、シナリオ作家協会、1986年9月発行、p.110-111.
- 「作家通信」浅野辰雄・加藤正人・木俣堯喬・首藤剛志・橋本以蔵・中原朗 : 『シナリオ』第42巻第11号通巻460号所収、シナリオ作家協会、1986年11月発行、p.98-99.
- 「作家通信」柏原寛司・木俣堯喬・佐治乾・髙山由紀子・隆巴・関本郁夫 : 『シナリオ』第43巻第4号通巻465号所収、シナリオ作家協会、1987年4月発行、p.110-111.
- 「随筆 シナリオピープル 八方破れの私故」木俣堯喬 : 『シナリオ』第45巻第8号通巻493号所収、シナリオ作家協会、1989年8月発行、p.88-89.
- 「特集 私はこれで決めました」 : 『映画芸術』第40巻第1号通巻360所収、編集プロダクション映芸、1991年1月発行、p.64-87.
- 「作家通信」池俊行・一色伸幸・木俣堯喬・下飯坂菊馬・関本郁夫・田部俊行・内藤誠・橋本以蔵・長谷部慶次・舟橋和郎・三宅直子 : 『シナリオ』第47巻第2号通巻511号所収、シナリオ作家協会、1991年2月発行、p.122-124.
- 「作家通信」池田雄一・一色伸幸・鴨井達比古・木俣堯喬・桑田健司・神山征二郎・高岩肇・内藤誠・西澤裕子・野上龍雄・古田求・山内鉄也 : 『シナリオ』第47巻第7号通巻516号所収、シナリオ作家協会、1991年7月発行、p.115-117.
- 「作家通信」新井一・小山内美江子・柏原寛司・木俣堯喬・久貴千彩子・神山征二郎・下飯坂菊馬・田部俊行 : 『シナリオ』第48巻第5号通巻526号所収、シナリオ作家協会、1992年5月発行、p.114-116.
- 「作家通信」池田雄一・石川孝人・今戸公徳・岡田豊・小野伸子・木俣堯喬・酒井あきよし・高木功・内藤誠・南部英夫・野上龍雄 : 『シナリオ』第48巻第10号通巻531号所収、シナリオ作家協会、1992年10月発行、p.118-120.
- 「作家通信」池田太郎・櫻井康裕・高畠久・野波静雄・木俣堯喬 : 『シナリオ』第50巻第5号通巻550号所収、シナリオ作家協会、1994年5月発行、p.108-109.
- 「作家通信」石村嘉子・岩澤勝己・小野伸子・柏原寛司・木俣堯喬・酒井あきよし・高山由紀子 : 『シナリオ』第51巻第1号通巻558号所収、シナリオ作家協会、1995年1月発行、p.128-120.
- 「作家通信」石村嘉子・片岡薫・木俣尭喬・丸山昇一・桃井章 : 『シナリオ』第52巻第2号通巻571号所収、シナリオ作家協会、1996年2月発行、p.124-125.
- 「作家通信」木俣堯喬・雪室俊一 : 『シナリオ』第53巻第8号通巻589号所収、シナリオ作家協会、1997年8月発行、p.120.
- 「作家通信」天野裕充・荒島晃宏・木俣堯喬 : 『シナリオ』第55巻第12号通巻617号所収、シナリオ作家協会、1999年12月発行、p.64-66.